# Heinrich Stollhof

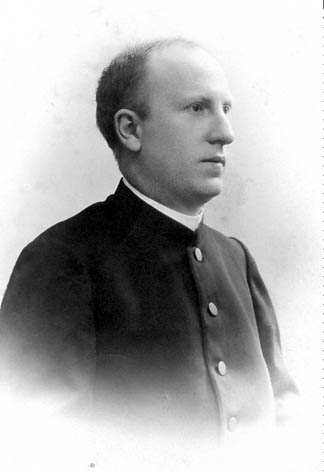
Pfarrer Heinrich Stollhof, um 1910

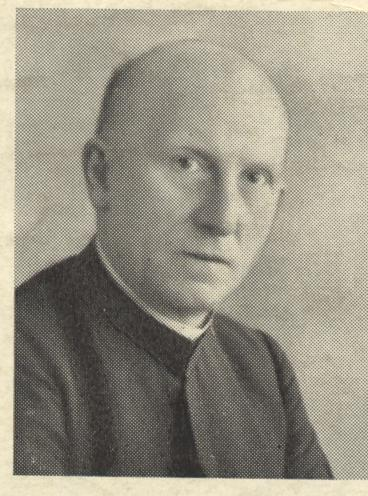
Pfarrer Heinrich Stollhof, ca. 1925

Heinrich Stollhof (* 28. März 1878 in Kirchheimbolanden; † 24. März 1956 in Edenkoben) war ein Priester und Geistlicher Rat der Diözese Speyer, Militärpfarrer in Saarburg (Lothringen)  und Marinepfarrer bei der Kaiserlichen Hochseeflotte in Kiel.

## Leben
Heinrich Stollhof wurde in Kirchheimbolanden, Pfalz, damals Königreich Bayern, geboren. Während seines Studiums wurde er 1897 Mitglied der KDStV Tuisconia München im CV. Er wurde am 17. August 1902 im Speyerer Dom von Bischof Joseph Georg von Ehrler zum Priester geweiht.
Von 1902 bis 1909 wirkte der Jungpriester als Kaplan seines Heimatbistums in Edesheim und Kaiserslautern. Dann bewarb er sich um eine Stelle als Militärseelsorger und erhielt zum 1. Dezember 1909 seine Ernennung zum Pfarrer bei der 30. Heeresdivision, mit Dienstsitz in Saarburg (Lothringen). Am 1. Juni 1911 wechselte Heinrich Stollhof zur Kriegsmarine nach Kiel und amtierte hier als Flottenpfarrer beim Stab der Hochseestreitkräfte, gleichzeitig zunächst als Pfarrer des II. Geschwaders (mit den Schiffen Preußen (Flaggschiff), Deutschland, Hannover, Pommern, Schleswig-Holstein, Schlesien und Hessen), dann des III. Geschwaders (mit den Schiffen Prinzregent Luitpold (Flaggschiff), Kaiser, Kaiserin, König Albert, König und Großer Kurfürst). In dieser Eigenschaft nahm er aktiv am Ersten Weltkrieg teil, wobei er an Bord mehrere Seegefechte mitmachte. Der Geistliche erhielt das Eiserne Kreuz 1. und 2. Klasse. Von Kriegsende bis 1920 betreute Stollhof seelsorgerisch den Minensuchverband Ostsee.
Mit Datum vom 15. Oktober 1920 trat Heinrich Stollhof in den Dienst seiner Heimatdiözese zurück und wurde Pfarrer in Rohrbach. Am 16. Mai 1925 übernahm er die Pfarrei Pirmasens, St. Pirmin und am 1. Mai 1936 ging er als Pfarrer ins vorderpfälzische Edenkoben. Hier blieb er nahezu 20 Jahre als Seelsorger, bis zu seinem Tod im März 1956. Der Speyerer Bischof hatte ihn mit dem Ehrentitel „Geistlicher Rat“ ausgezeichnet; Stollhof verstarb laut Nekrolog nach kurzer Krankheit und einem mehrtägigen Klinikaufenthalt. Die Beisetzung fand am 27. März auf dem Friedhof zu Edenkoben statt; Bischof Isidor Markus Emanuel persönlich, vier Speyerer Domherren und ca. 120 Priester nahmen daran teil, was auf eine große Popularität des Verstorbenen schließen lässt.

Der Nachruf im Bistumsblatt Der Pilger charakterisiert seine Persönlichkeit folgendermaßen: 

„Gewissenhafte Pflichterfüllung und tiefe persönliche Frömmigkeit zeichneten den Verstorbenen aus, mag auch eine bisweilen rauhe Schale diesen inneren Kern verdeckt haben. Mit gesellschaftlicher Gewandtheit verband sich ein lauterer, aufrechter Charakter, gerades Denken, unerschrockene und männliche Haltung. Die Schwere des Lebens überbrückte er mit seinem unerschöpflichen Humor, den er sich bis ins hohe Alter bewahrt hatte. Geistig sehr interessiert widmete er sich gerne seinen Büchern, war sehr belesen und wusste in vielen Einzelfragen sehr gut Bescheid. Seine Pfarrkinder schätzten ihn besonders als guten Prediger.“